# Briefmarken-Jahrgang 1973 der Deutschen Bundespost
Der Briefmarken-Jahrgang 1973 der Deutschen Bundespost umfasste 37 Sondermarken, davon waren zwei Briefmarken nur zusammen als Briefmarkenblock erhältlich. Dazu kam ein ergänzender Wert der Dauermarkenserie Unfallverhütung.
Alle seit dem 1. Januar 1969 ausgegebenen Briefmarken waren unbeschränkt frankaturgültig, es gab kein Ablaufdatum wie in den vorhergehenden Jahren mehr.
Durch die Einführung des Euro als europäische Gemeinschaftswährung zum 1. Januar 2002 wurde diese Regelung hinfällig.
Die Briefmarken dieses Jahrganges konnten allerdings bis zum 30. Juni 2002 genutzt werden. Ein Umtausch war noch bis zum 30. September in den Filialen der Deutschen Post möglich, danach bis zum 30. Juni 2003 zentral in der Niederlassung Philatelie der Deutschen Post AG in Frankfurt.

## Liste der Ausgaben und Motive
Legende
- Bild: Eine bearbeitete Abbildung der genannten Marke. Das Verhältnis der Größe der Briefmarken zueinander ist in diesem Artikel annähernd maßstabsgerecht dargestellt. Sollten keine Marken abgebildet sein, liegt es daran, dass das Urheberrecht des Künstlers noch nicht erloschen ist.
- Beschreibung: Eine Kurzbeschreibung des Motivs und/oder des Ausgabegrundes. Bei ausgegebenen Serien oder Blocks werden die zusammengehörigen Beschreibungen mit einer Markierung versehen eingerückt.
- Wert: Der Frankaturwert der einzelnen Marke in Pfennig. Ein „+“ bedeutet, dass es sich um eine Zuschlagsmarke handelt (= Frankaturwert + Spende).
- Ausgabedatum: Das Datum des erstmaligen Verkaufs dieser Briefmarke.
- Auflage: Soweit bekannt, wird hier die zum Verkauf angebotene Anzahl dieser Ausgabe angegeben.
- Entwurf: Soweit bekannt, wird hier angegeben, von wem der Entwurf dieser Marke stammt.
- Mi.-Nr.: Diese Briefmarke wird im Michel-Katalog unter der entsprechenden Nummer gelistet.

| Sondermarken | |                  |                       |                       |                        |                     |
| Bild         | Beschreibung | Werte in Pfennig | Ausgabe- datum (1973) | Auflage               | Entwurf                | MiNr.               |
|              | 10 Jahre Vertrag über die deutsch-französische Zusammenarbeit stilisierte deutsche und französische Nationalflagge; Gemeinschaftsausgabe mit Frankreich  | 40               | 22. Januar            | 31.810.000            | Heinz Schillinger      | 753                 |
|              | Für die Jugend, Greifvögel - Fischadler Pandion haliaetus                                                                                                | 25+10            | 6. Februar            | 5.184.000             | Günter Magnus          | 754                 |
|              | - Mäusebussard Buteo buteo | 30+15            | 6. Februar            | 5.350.000             | Günter Magnus          | 755                 |
|              | - Rotmilan Milvus milvus | 40+20            | 6. Februar            | 5.507.000             | Günter Magnus          | 756                 |
|              | - Wiesenweihe Circus pygargus | 70+35            | 6. Februar            | 5.078.000             | Günter Magnus          | 757                 |
|              | 500. Geburtstag von Nikolaus Kopernikus (1473–1543) Astronom                                                                                             | 40               | 19. Februar           | 31.400.000            | Herbert Kern           | 758                 |
|              | 50 Jahre Interpol | 40               | 19. Februar           | 32.426.000            | Karl Oskar Blase       | 759                 |
|              | 100 Jahre Meteorologische Zusammenarbeit Wetterkarte des deutschen Wetterdienstes                                                                        | 30               | 19. Februar           | 30.750.000            | Karl Oskar Blase       | 760                 |
|              | Serie: Fremdenverkehr - Hamburg | 40               | 15. März              | 32.250.000            | Heinz Schillinger      | 761                 |
|              | - Rüdesheim am Rhein | 40               | 15. März              | 33.350.000            | Heinz Schillinger      | 762                 |
|              | Deutsches Turnfest in Stuttgart stilisierte Schulterpartie eines Turners mit Turnerkreuz                                                                 | 40               | 15. März              | 31.850.000            | Lämmle                 | 763                 |
|              | Kongress des internationalen Philatelistenverbandes und die internationale Briefmarkenausstellung IBRA - Posthausschild Hessen-Kassel                    | 40+20            | 5. April              | 5.848.000             | Heinz Schillinger      | 764                 |
|              | - Posthausschild Preußen | 70+35            | 5. April              | 5.425.000             | Heinz Schillinger      | 765                 |
|              | Briefmarkenblock - Posthausschild Württemberg | 40+20            | 5. April              | 5.976.000             | Heinz Schillinger      | Block 9 766         |
|              | - Posthausschild Kurpfalz-Bayern | 70+35            | 5. April              | 5.976.000             | Heinz Schillinger      | 767                 |
|              | Europamarken - stilisiertes Posthorn | 30               | 30. April             | 50.000.000            | Leif Frimann Anisdahl  | 768                 |
|              | - stilisiertes Posthorn | 40               | 30. April             | 73.450.000            | Leif Frimann Anisdahl  | 769                 |
|              | 1000. Todestag von Roswitha von Gandersheim (* um 935, † nach 973) Autorin des Frühmittelalters und gilt als erste deutsche Dichterin                    | 40               | 25. Mai               | 31.300.000            | Rolf Lederbogen        | 770                 |
|              | Maximilian Kolbe (1894–1941) In Auschwitz ermordeter Pater, 1984 heiliggesprochen                                                                        | 40               | 25. Mai               | 30.750.000            | Beat Knoblauch         | 771                 |
|              | Deutscher Evangelischer Kirchentag 1973 in Düsseldorf stilisiertes Profil eines Gesichtes, Jerusalemkreuz und Inschrift des Mottos nicht von Brot allein | 30               | 25. Mai               | 31.450.000            | Celestino Piatti       | 772                 |
|              | Umweltschutz - Abfall | 25               | 5. Juni               | 31.600.000            | Heinz Schillinger      | 774                 |
|              | - Wasser | 30               | 5. Juni               | 32.850.000            | Heinz Schillinger      | 775                 |
|              | - Lärm | 40               | 5. Juni               | 32.200.000            | Heinz Schillinger      | 776                 |
|              | - Luft | 70               | 5. Juni               | 21.600.000            | Heinz Schillinger      | 777                 |
|              | 350 Jahre Rechenmaschinen Die Rechenmaschine von Wilhelm Schickard (1592–1635) von 1623                                                                  | 40               | 12. Juni              | 9.150.000             | Karl Oskar Blase       | 778                 |
|              | 800 Jahre Lübecker Dom | 40               | 14. September         | 31.450.000            | Herbert Kern           | 779                 |
|              | 100. Geburtstag von Otto Wels (1873–1939) Politiker | 40               | 14. September         | 30.150.000            | Karl Oskar Blase       | 780                 |
|              | Aufnahme der Bundesrepublik Deutschland in die UNO Emblem der UNO und Nationalflagge Deutschlands                                                        | 40               | 21. September         | 31.500.000            | Karl Oskar Blase       | 781                 |
|              | Wohlfahrtsmarken: Musikinstrumente - Waldhorn aus dem 19. Jahrhundert                                                                                    | 25+10            | 5. Oktober            | 9.792.000             | Isolde Monson-Baumgart | 782                 |
|              | - Pedalflügel aus dem 18. Jahrhundert | 30+15            | 5. Oktober            | 11.127.000            | Isolde Monson-Baumgart | 783                 |
|              | - Geige aus dem 18. Jahrhundert | 40+20            | 5. Oktober            | 14.384.000            | Isolde Monson-Baumgart | 784                 |
|              | - Pedalharfe aus dem 18. Jahrhundert | 70+35            | 5. Oktober            | 6.705.000             | Isolde Monson-Baumgart | 785                 |
|              | 50 Jahre deutscher Rundfunk Rundfunkgerät um 1923 | 30               | 18. Oktober           | 30.550.000            | Paul Froitzheim        | 786                 |
|              | Serie: Fremdenverkehr - Saarbrücken | 30               | 19. Oktober           | 30.250.000            | Heinz Schillinger      | 787                 |
|              | - Aachen | 40               | 19. Oktober           | 29.750.000            | Heinz Schillinger      | 788                 |
|              | - Bremer Hafen | 40               | 19. Oktober           | 30.250.000            | Heinz Schillinger      | 789                 |
|              | Weihnachtsmarke - Weihnachtsstern | 30+15            | 9. November           | 8.797.000             | Isolde Monson-Baumgart | 790                 |
| Dauermarken  | |                  |                       |                       |                        |                     |
| Bild         | Beschreibung | Werte in Pfennig | Ausgabe- datum (1973) | Auflage Bund, Berlin  | Entwurf                | Mi.-Nr Bund, Berlin |
|              | Dauermarkenserie: Unfallverhütung | 70               | 5. Juni               | 205.665.000 9.290.000 | Förtsch und Baumgarten | 773 453             |

## Besonderheiten
Der anlässlich der IBRA ausgegebene Block wurde zum Preis von 2,20 DM verkauft, obwohl laut Markenaufdruck der Verkaufspreis nur 1,65 DM hätte betragen dürfen. Um Missverständnissen vorzubeugen, ist der höhere Verkaufspreis – die zusätzliche Einnahme wurde wie der ausgewiesene Zuschlag dem Zuschlagsempfänger ausgezahlt – in kleiner Schrift unten rechts auf dem Block vermerkt. Faktisch betrug der Zuschlag damit nicht wie üblich fünfzig, sondern hundert Prozent.
Wie schon 1973 bei der Ausgabe „Brot für die Welt“ wurde die Marke „Rechenmaschinen“ entgegen der üblichen Usancen anstatt in einer Auflage von etwa 30 Millionen Exemplaren nur knapp zehn Millionen Mal gedruckt. Die Marke war daher relativ schnell an den Postschaltern vergriffen, in Anbetracht der Erfahrungen mit der Marke „Brot für die Welt“ blieb der Spekulationseinfluss und damit die Preisausschläge aber relativ gering. Dennoch lag der Wert der Marke viele Jahre merklich über dem anderer Sondermarken des Jahrgangs.
Erstmals gab die Deutsche Bundespost eine Jahreszusammenstellung in nur 10.000 Stück von allen Sonderpostwertzeichen des Jahres unter Einschluss der Berliner Ausgaben aus. Die im A5-Format im Plasteschuber zum Preis von 40 DM ausgelieferte Zusammenstellung enthielt eine umfängliche Kommentierung der postfrisch in Klemmtaschen eingelegten Marken und Blocks, zu denen auch der jeweilige Sonderstempel abgedruckt war.